# Cairn Toul
Cairn Toul är ett berg i Storbritannien.   Det ligger i kommunen Aberdeenshire och riksdelen Skottland, i den norra delen av landet, 700 km norr om huvudstaden London. Toppen på Cairn Toul är 1 291 meter över havet, eller 451 meter över den omgivande terrängen. Bredden vid basen är 14,5 km.
Terrängen runt Cairn Toul är huvudsakligen kuperad.Runt Cairn Toul är det mycket glesbefolkat, med 2 invånare per kvadratkilometer. Närmaste större samhälle är Aviemore, 17,1 km norr om Cairn Toul. Trakten runt Cairn Toul består i huvudsak av gräsmarker.